# Takaeang
Takaeang es la segunda isla más grande del atolón Aranuka, en Kiribati. Ayuda a formar la figura de triángulo que tiene el atolón, ya que se encuentra en la punta norte. Está conectada a otra isla más grande, Buariki, mediante un banco de arena.